# Jean-Paul Sartre
Jean-Paul Charles Aymard Sartre (Pariz, 21. lipnja 1905. – Pariz, 15. travnja 1980.), francuski filozof, romanopisac, esejist, dramaturg, scenarist i kritičar. Sartreu je 1964. dodijeljena Nobelova nagrada za književnost, no odbio ju je primiti iz moralnih razloga.

## Rani život i razmišljanja
Jean-Paul Charles Aymard Sartre rođen je 21. lipnja 1905. u Parizu kao sin mornaričkog časnika Jean-Baptistea Sartrea i njegove supruge Anne-Marie Schweitzer. Majka mu je, njemačko-alzaškog porijekla, bila rođakinja nobelovca Alberta Schweitzera. Kad je Sartre imao samo 15 mjeseci, umro mu je otac. Otad ga je odgajao djed po majci, Charles Schweitzer, profesor njemačkog jezika, koji ga je podučavao matematici i upoznao ga s klasičnom književnosti u vrlo ranoj dobi.
Kao mladić, 1920-ih godina, Sartre se počeo zanimati za filozofiju, nakon što je pročitao Bergsonov Esej o trenutnim podacima svijesti. Studirao je u Parizu na École Normale Supérieure, institutu višeg školstva, koji je bio ishodište svih francuskih mislilaca i intelektualaca toga doba. Sartre je bio uvelike inspiriran zapadnjačkom filozofijom; upijao je ideje filozofa kao što su Immanuel Kant, Georg Wilhelm Friedrich Hegel i Martin Heidegger.
Godine 1929. na École Normale upoznao se sa Simone de Beauvoir, koja je studirala na Sorbonni i kasnije postala istaknuta intelektualka, književnica i feministica. Zapisano je da su njih dvoje imali prisnu prijateljsku, te otvorenu ljubavnu vezu.
Njih su dvoje zajedno doveli u pitanje kulturne i socijalne pretpostavke svojega odgoja, koji su smatrali buržujskim. Konflikt između opresivnog, duhovno uništavajućeg konformizma (mauvaise foi, loša vjera, zla namjera) i autentičnog bivanja postao je glavnom temom Sartreovih djela, pa i njegovoga filozofskog spisa Bitak i ništo (L'Être et le Néant, 1943.).
Uvod u Sartreovu filozofiju njegov je spis Egzistencijalizam je humanizam (L'Existentialisme est un humanisme, 1946.) koji je prvobitno predstavljen kao predavanje. U tom djelu on brani egzistencijalizam od njegovih kritičara, što naposljetku rezultira u donekle nepotpunom opisu njegovih ideja. Djelo se smatralo popularnim; pojednostavljeno, početnicom za one koji su željeli saznati više o Sartreovim idejama, ali im je nedostajalo filozofskog obrazovanja da bi potpuno apsorbirali Bitak i ništo. Ovdje iznesene teze ne bi se smjele uzeti bez zadrške. Sartre je 1965. izjavio da je izdavanje ovog djela bila "greška".
Na École Normale Supérieure Sartre je diplomirao 1929. s doktoratom iz filozofije, a od 1929. do 1931. služio je u francuskoj vojsci.

## Sartreova metafizika
Baza za Sartreov egzistencijalizam nastala je u njegovu djelu "La Transcendance de l'Ego. Za početak, stvar u sebi je beskonačna i preplavljujuća. Svaku direktnu svijest o stvari u sebi Sartre naziva "predreflektivna svijest". Svaki pokušaj da se stvar u sebi opiše, razumije, historizira itd. Sartre naziva "reflektivna svijest". Nema načina da reflektivna svijest uključi predreflektivnu, i tako je refleksija (tj. ljudsko stanje) osuđena na stanovitu tjeskobu. Reflektivna svijest u svim svojim oblicima (znanstvenoj, umjetničkoj i ostalima) može samo ograničiti stvar u sebi pokušavajući je razumjeti ili opisati. Iz toga proizlazi da je bilo koji pokušaj samospoznaje (samosvijesti) uvijek neuspješan koliko god se puta pokušao (samosvijest je reflektivna svijest preplavljujuće beskonačnosti). Kako bi rekao Sartre, (ili točnije, prema jednom tumačenju Sartreovih riječi), "Svijest je svijest same sebe u onoj mjeri u kojoj je svijest transcendentnog objekta".
Sve to vrijedi i za spoznaju "Drugoga". "Drugi" (jednostavno, bića koja nisu "ja") je konstrukcija reflektivne svijesti. Valja biti oprezan: riječ je više o svojevrsnom upozorenju nego o ontološkom iskazu. Ipak, Sartre smatra solipsizam fundamentalnim za svako dosljedno objašnjenje ljudskog stanja.
Sartre svoj solipsizam prevladava svojevrsnim ritualom. Samosvijest treba "Drugog" kako bi pokazala i dokazala svoje vlastito postojanje. Ona ima "mazohističku želju" da bude ograničena tj. ograničena reflektivnom sviješću drugog subjekta. Ovo je metaforički izraženo u poznatoj rečenici iz Sartreova djela Bez izlaza - Pakao, to su drugi (tj. ljudi).

## Mučninai egzistencijalizam
Sartre je 1938. napisao roman Mučnina (La Nausée), koji je na neki način poslužio kao manifest egzistencijalizma i do danas ostao jedna od njegovih najboljih knjiga. Na tragu njemačke fenomenologije, Sartre je držao da su naše ideje produkt iskustava iz stvarnog života, i da drame i romani koji opisuju takva fundamentalna iskustva vrijede jednako koliko i diskurzivni eseji koji služe elaboraciji filozofskih teorija. S ovom mišlju, radnja romana prati istraživača Antoinea Roquentina u gradiću nalik Le Havreu, dok on polako postaje svjestan da su neživi predmeti i situacije posve ravnodušni spram njegova postojanja. Kao takvi, pokazuju se otpornima na svaki smisao koji im ljudska svijest može pridati. Ova ravnodušnost "stvari u sebi" (veoma sličnih "biću u sebi" iz djela Bitak i ništo) ima za posljedicu sve veće isticanje slobode s kojom Roquentin može osjećati i djelovati u svijetu. Kamo god se okrenuo, on pronalazi situacije prožete značenjima koja nose pečat njegova postojanja. Odatle "mučnina" iz naslova djela: sve što on susreće u svakodnevnom životu prožeto je užasnom slobodom. Pojam mučnine preuzet je iz Nietzscheovog Zaratustre, koji ga je koristio u kontekstu često mučne kvalitete postojanja. Koliko god čeznuo za nečim drugačijim ili nečim različitim, on ne može pobjeći od bolnih dokaza svoje povezanosti sa svijetom. U romanu se također na zastrašujuć način ostvaruju neke Kantove ideje. Sartre se koristi idejom autonomije volje (idejom koja kaže da moral potječe od naše mogućnosti da biramo u stvarnosti, sažetom u glasovitom iskazu "[čovjek je] osuđen na slobodu") kako bi pokazao ravnodušnost svijeta prema pojedincu. Sloboda koju je izložio Kant ovdje je velik teret, jer sloboda da djelujemo na predmete krajnje je uzaludna, a praktična primjenjivost Kantovih ideja otklonjena je.
Pripovijetke iz Zida (Le Mur, 1939.) naglašavaju proizvoljan aspekt situacije u kojima se ljudi zatječu, te apsurdnost njihovih pokušaja da se racionalno nose s njima. Iz toga se kasnije razvila cijela škola književnosti apsurda.

## Sartre i Drugi svjetski rat
Godine 1939. Sartre je mobiliziran u francusku vojsku u kojoj je služio kao meteorolog. Njemačka vojska zarobila ga je 1940. u Padouxu i 9 je mjeseci proveo kao ratni zarobljenik - kasnije u Nancyju, a na koncu u Trieru, gdje je napisao svoj prvi kazališni komad, Barionà, fils du tonnerre, dramu o Božiću. Zbog slabog zdravlja (slab mu je vid narušavao ravnotežu), Sartre je pušten u travnju 1941. Dobivši status civila, Sartre je ponovno dobio mjesto učitelja na Lycée Pasteur blizu Pariza, smjestio se u hotelu blizu Montparnassea i dobio je novo učiteljsko mjesto na Lycée Condorcet zamijenivši židovskog učitelja kojemu je po vichyjevskim zakonima bilo zabranjemo predavati. Nakon povratka u Pariz u svibnju 1941., Sartre je sudjelovao u osnivanju tajnog društva Socialisme et Liberté zajedno sa Simone de Beauvoir, Merleau-Pontyjem, Dominique Desantie i drugima. U kolovozu, Sartre i Beauvoir odlaze na francusku rivijeru kako bi zadobili podršku Andréa Gidea i Andréa Malrauxa. No, i Gide i Marlaux su bili neodlučni i to je možda bio uzrok Sartreova razočaranja i obeshrabrenja.
Socialisme et Liberté se uskoro raspalo i Sartre se odlučio posvetiti književnosti više nego aktivnom otporu. U tom periodu napisao je Bitak i ništo, Muhe i Iza zatvorenih vrata, tri knjige od kojih nijednu Nijemci nisu zabranili. Objavljivao je i u ilegalnim i legalnim književnim časopisima. Nakon kolovoza 1944. i oslobođenja Pariza, Sartre je vrlo aktvno surađivao u časopisu "Combat", što ga je u tajnosti osnovao Albert Camus, filozof i pisac koji je imao slične poglede kao i Sartre. Sartre i Beauvoir su s Camusom bili u prijateljskim odnosima sve dok se on nije udaljio od komunizma, a raskol prijateljstva dogodio se 1951., nakon izdavanja Camusovog Pobunjenog čovjeka.
Kasnije, dok su Sartra neki kritizirali kao pripadnika pokreta otpora, Vladimir Jankélévitch mu je spočitavao premalen politički angažman za vrijeme njemačke okupacije, a njegova daljnja zalaganja za slobodu tumačio je kao pokušaj iskupljenja.
Nakon završetka rata, Sartre je utemeljio mjesečni književno-politički časopis «Les Temps Modernes» («Moderna vremena») i time je postao punovremeni pisac i nastavio svoj politički angažman. U tom je periodu radio skice ratnih iskustava za svoju trilogiju Les Chemins de la Liberté’’ (Putovi slobode).

## Sartre i komunizam
Prvi period Sartreove karijere, koji je obilježilo djelo Bitak i ništo (1943.), utro put drugoj fazi, u kojoj je Sartre postao politički aktivist i intelektualac. Njegovo djelo iz 1948., Prljave ruke (Les Mains Sales) je naročito problematiziralo politički aktivnog intelektualaca. Sartre je prigrlio komunizam, iako se službeno nije učlanio u Komunističku partiju, i uvelike se zalagao za oslobođenje Alžira od francuske kolonizacije. Postao je možda najeminentiji pobornik Alžirskog rata za nezavisnost. Imao je alžirsku ljubavnicu, Arlette Elkaïm, koja je 1965. postala njegova posvojena kći. Protivio se Vijetnamskom ratu i 1967. zajedno s Bertrandom Russellom i drugima organizirao je tribunal na kojemu su se trebali raskrinkati američki ratni zločini. Taj tribunal danas je poznat kao Russelov tribunal. Njegovi su učinci bili ograničeni.
Sartre je velik dio života pokušavao pomiriti egzistencijalističke ideje o slobodi volje s komunističkim principima, koja su naučavala da socio-ekonomske sile izvan naše neposredne, individualne kontrole igraju presudnu ulogu u oblikovanju naših života. Njegovo glavno djelo iz ovog perioda, Kritika dijalektičkog uma (Critique de la raison dialectique), izdano je 1960.
Sartreovo naglašavanje humanističkih vrijednosti u ranim radovima Karla Marxa dovelo ga je u sukob s vodećim francuskim komunističkim intelektualcem 1960-ih, Louisom Althusserom, koji je tvrdio da su ideje mladog Marxa uvjerljivo zasjenjene "znanstvenim" sistemom kasnoga Marxa.
Za vrijeme 1960-ih Sartre je otišao na Kubu posjetiti Fidela Castra i Ernesta "Che" Guevaru. Nakon Che Guevarine smrti Sartre je izjavio da je on najkompletnije ljudsko biće njegova vremena.

## Sartre i književnost
Za vrijeme 1940-ih i 1950-ih egzistencijalizam je postao omiljena filozofija Beatnik generacije.
Godine 1948. Rimokatolička Crkva stavila je sva njegova djela na Indeks. Većina njegovih drama bogata je simbolizmom i služila je kao medij njegove filozofije. Najpoznatija među njima, Iza zatvorenih vrata (Huis-clos), sadrži glasovitu rečenicu "L'enfer, c'est les autres" («Pakao, to su drugi»).
Osim očitog utjecaja Mučnine, Sartreov je najveći doprinos književnosti bila trilogija Putovi slobode koja govori o tome kako je Drugi svjetski rat utjecao na Sartreove ideje. Tako Putovi slobode daju manje teoretski a više praktičan pristup egzistencijalizmu. Prvi roman trilogije, Razumno doba (L'âge de raison, 1945.) je Sartreovo djelo koje je dobilo najširi odaziv.

## Sartre nakon književnosti
Godine 1964., Sartre se povukao iz književnosti autobiografskim djelom u kojemu na duhovit i zajedljiv način opisuje prvih 6 godina svojega života, Riječi (Les mots). Knjiga je ironičan protunapad na Marcela Prousta, čija je reputacija neočekivano zamračila onu Andréa Gidea (koji je Sartreovoj generaciji bio modelom angažirane književnosti). Književnost je, zaključio je Sartre, buržujska zamjena za pravu posvećenost u životu. Iste te godine Sartreu je dodijeljena Nobelova nagrada za književnost i to zbog "svog djela koje je, bogato idejama, ispunjeno duhom slobode i potragom za istinom, snažno utjecalo na naše doba", no on ju je odbio izjavivši da je uvijek odbijao službena odlikovanja i da se ne želi pridruživati institucijama.
Iako je sada postao naširoko poznat (kao što je to burnih 1960-ih bio egzistencijalizam), Sartre je ostao jednostavan čovjek s malo imetka, aktivno posvećen idealima do kraja svog života, što je pokazao u studentskim revolucionarnim štrajkovima u Parizu tijekom 1968., kada je uhićen zbog građanske neposlušnosti. General De Gaulle se umiješao i pomilovao ga, izjavivši: ne hapsite Voltairea.
Kada su ga 1975. pitali po čemu bi želio biti zapamćen, Sartre je rekao: «Želio bih da [ljudi] pamte "Mučninu", [drame] "Bez izlaza", "Đavo i gospod bog", zatim moja dva filozofska djela, posebno ono drugo, "Kritiku dijalektičkog uma". Pa moj esej o Genetu, "Saint-Genet"… Kad bi se ta djela zapamtila, to bi stvarno bilo dostignuće, i ja ne bih tražio više. Kao čovjek, ako se zapamti jedan Jean-Paul Sartre, želio bih da ljudi zapamte milje ili povijesnu situaciju u kojoj sam živio… kako sam u njoj živio, u smislu težnji što sam ih u sebi pokušao sabrati."
Sartreovo se fizičko stanje pogoršalo, dijelom zbog nemilosrdnog ritma posla (zbog čega je koristio amfetamin) koji si je natovario pišući Kritiku, kao i zadnji projekt svog života, opsežnu, analitičku biografiju Gustavea Flauberta, L'idiot de la familie (Obiteljski idiot); no oba djela, i Kritika i Idiot, ostala su nedovršena. Jean-Paul Sartre preminuo je u Parizu 15. travnja 1980. u 75. godini života od edema pluća.
Sartreov ateizam bio je temelj njegova egzistencijalistizma. U ožujku 1980., mjesec dana prije smrti, Sartrea je intervjuirao njegov asistent Bernard-Henri Lévy. U tom je intervjuu Sartre izrazio veliko zanimanje za judaizam. Neki su to tumačili kao vjersko preobraćenje. No, iz teksta intervjua može se jasno zaključiti da je njega interesirala samo etički i "metafizički karakter" židovske religije, dok je on i dalje odbacivao ideju postojanja Boga. U jednom drugom intervjuu, iz 1974., sa Simone de Beauvoir, Sartre je rekao da sebe jako često vidi kao "biće koje je jedino moglo, čini se, nastati od stvoritelja". No odmah je dodao da to "nije jasna, točna ideja…", a u ostatku intervjua on izjavljuje da je i dalje ateist i da u ateizmu nalazi osobnu i moralnu moć. Sartre je rekao:
Sartre je pokopan na pariškom groblju Cimetière du Montparnasse, a na pogrebu mu je bilo najmanje 25.000 ljudi, a prema nakim izvorima čak i 50.000 ljudi. Organizatori pogreba odbili su policijsku pomoć, zbog čega je došlo do spomenute prenapučenosti koja je, u jednom trenutku, rezultirala time da je jedan od posjetitelja pogreba upao u pogrebnu jamu prije nego što je Sartre pokopan.

## Sartre i terorizam
Kada je na Olimpijadi u Münchenu 1972. palestinska teroristička organizacija Crni rujan ubila 11 izraelskih olimpijaca, Sartre je o terorizmu rekao da je to "strašno oružje", no da "potlačeni siromasi drugoga nemaju". Također je smatrao "krajnje skandaloznim da su francuske novine i dio javnog mnijenja osudili Münchenski maskar kao netolerantan skandal".
Tijekom jednog kolektivnog štrajka glađu, Sartre je posjetio njemačkog terorista Andreasa Baadera (vođu skupine Baader-Meinhof, koju je predvodila i Ulrike Meinhof) u zatvoru Stammheim. Sartre je kasnije izjavio kako je Baader "nevjerojatno glup" i kako je "obični šupak". "Sartre par lui-même", 1976.

## Djela

### Romani i novele
- Mučnina (La Nausée, 1938.)
- Zid (Le Mur, 1939.)
- Trilogija Putovi slobode (Les Chemins de la liberté, 1945. – 1949.):
  - Zrelo doba (L'âge de raison, 1945.)
  - Odgoda (Le Sursis, 1947.)
  - Smrt u duši (La Mort dans l'âme, 1949.)
  - Posljednja prilika (La Dernière chance, četvrti dio ciklusa koji nikada nije dovršen)

### Autobiografija
- Riječi (Les mots, 1964.)

### Dramska djela
- Muhe (Les Mouches, 1943.)
- Iza zatvorenih vrata (Huis clos, 1944.)
- Nesahranjeni mrtvaci (Morts sans sépulture, 1946.)
- Bludnica dostojna poštovanja (La putaine respectueuse, 1946.)
- Prljave ruke (Les Mains sales, 1951.)
- Đavo i Gospod Bog (Le Diable et le Bon Dieu, 1951.)
- Zatočenici iz Altone (Les Séquestrés d' Altona, 1959.)

### Filozofija
- Imaginacija (L'Imagination, 1936.)
- Bitak i ništo (L'Être et le Néant, 1943.)
- Kritika dijalektičkog uma (Critique de la raison dialectique, 1960.)

### Eseji i kritike
- Egzistencijalizam je humanizam (L'Existentialisme est un humanisme, 1946.)
- Situacije I - X (Situations I - X, 1947. – 1974.)
- Što je književnost? (Qu'est-ce que la littérature ?, 1947.)
- Baudelaire (1947.)
- Sveti Genet, glumac i mučenik (Saint Genet, comédien et martyr, 1952.)
- Obiteljski idiot (L'idiot de la famille, 1971. – 1972.)

## Daljnja literatura
- Annie Cohen-Solal, Sartre 1905-80, 1985
- Thomas Flynn, Sartre And Marxist Existentialism: The Test Case Of Collective Responsibility, Chicago: University of Chicago Press, 1984.
- R. D. Laing and D. G. Cooper, Reason and Violence: A Decade of Sartre's Philosophy 1950-1960, New York: Pantheon, 1971.
- Simone de Beauvoir, Adieux: A Farewell to Sartre, New York: Pantheon Books, 1984.
- Jean-Paul Sartre and Benny Levy, Hope Now: The 1980 Interviews, translated by Adrian van den Hoven.  Chicago:  University of Chicago Press, 1996.
- Heiner Wittmann, L'esthétique de Sartre. Artistes et intellectuels, translated from the German by N. Weitemeier and J. Yacar, Éditions L'Harmattan (Collection L'ouverture philosophique), Pariz 2001.
- H. Wittmann, Sartre und die Kunst. Die Porträtstudien von Tintoretto bis Flaubert, Gunter Narr Verlag, Tübingen 1996.
- Gerassi, John.  Jean-Paul Sartre: Hated Conscience of His Century, Volume 1: Protestant or Protester?.  University Of Chicago Press. 1989. 0226287971
- Jean-Paul Sartre (sadrži djela Mučnina, Riječi i Sartreovu izjavu o odbijanju Nobelove nagrade), Biblioteka nobelovci, Školska knjiga, Zagreb 2001., ISBN 9530606559

## Vanjske poveznice
- Biografija i citati Jean-Paula Sartrea